# Franz Anton Staudenmaier
Franz Anton Staudenmaier (* 11. September 1800 in Donzdorf; † 19. Januar 1856 in Freiburg im Breisgau) war Professor für katholische Theologie an den Universitäten in Gießen und Freiburg im Breisgau.

## Biographie
Franz Anton Staudenmaier war der Sohn eines Handwerkers und begann nach Abschluss der Schule zunächst eine Lehre bei seinem Vater. Mit Unterstützung des Grafen August von Rechberg und Rothenlöwen konnte er jedoch die Lateinschule in Schwäbisch Gmünd (1814–1818) und das Obergymnasium in Ellwangen (1818–1822) besuchen. Anschließend wurde er in das Wilhelmsstift in Tübingen aufgenommen und studierte an der dortigen Universität katholische Theologie. Hier hörte er die bedeutenden Professoren Johann Sebastian von Drey und Johann Adam Möhler (Tübinger Schule). Im Jahr 1826 wurde Staudenmaier für seine Bearbeitung der von der juristischen Fakultät der Universität Tübingen gestellten Preisaufgabe über die Bischofswahlen der Preis zuerkannt.
Nach Abschluss des Theologiestudiums trat er 1826 in das Priesterseminar zu Rottenburg am Neckar ein und wurde 1827 zum Priester geweiht. Für ein Jahr wirkte er als Seelsorger in Ellwangen und Heilbronn, bevor er die Stelle eines Repetitors am Wilhelmsstift in Tübingen erhielt.
1830 wurde Staudenmaier als Professor für Dogmatik an die neu errichtete Katholisch-Theologische Fakultät der Universität Gießen berufen. Auf Anregung Staudenmaiers begründete die Fakultät die Jahrbücher für Theologie und christliche Philosophie, in denen aktuelle theologische Themen besprochen werden sollten. Von der Universität Gießen wechselte er 1837 als Professor für Dogmatik an die Albert-Ludwigs-Universität Freiburg. Hier initiierte er die Gründung der Zeitschrift für Theologie. In Freiburg wurde Staudenmaier 1842 zum Ehrendomherren und 1843 zum Domkapitular ernannt. Von 1851 bis 1852 war Staudenmaier vom Großherzog ernanntes Mitglied der Ersten Kammer der Badischen Ständeversammlung. Wegen zunehmender gesundheitlicher Beschwerden ließ Staudenmaier sich 1855 als Professor pensionieren. Wenig später starb er an den Folgen eines Schlaganfalls.
In seinem theologischen Denken stand Staudenmaier unter dem Einfluss des deutschen Idealismus und der Romantik.
Von 1839 bis 1849 war er zusammen mit den Freiburger theologischen Professoren Johann Leonhard Hug, Johann Baptist von Hirscher, Alois Vogel, Adalbert Maier, Peter Schleyer sowie Franz Xaver Werk Herausgeber der Zeitschrift für Theologie (ZTh). Verlagshaus war die Wagnersche Buchhandlung in Freiburg im Breisgau und gab die vierteljährliche Zeitschrift für Theologie von der Erstausgabe 1939 bis zur Einstellung 1849 heraus.

## Werke (Auswahl)
- Geschichte der Bischofswahlen, Tübingen 1830 (überarbeitete und erweiterte Fassung der Preisschrift von 1825).
- Johann Scotus Erigena, Band 1, Frankfurt 1834 (Band 2 ist nicht erschienen.)
- Der Pragmatismus der Geistesgaben oder das Wirken des göttlichen Geistes im Menschen und in der Menschheit, Tübingen 1835.
- Der Geist des Christentums, 2 Bände, Mainz 1835; 4., verb. und verm. Aufl. 1847 (Digitalisat), 8. Aufl. 1880.
- Geist der göttlichen Offenbarung oder Wissenschaft der Geschichtsprincipien des Christenthums, Giessen 1837.
- Die Philosophie des Christenthums oder Metaphysik der Heiligen Schrift als Lehre von den göttlichen Ideen und ihrer Entwicklung in Natur, Geist und Geschichte, Bd. 1: Die Lehre von der Idee. In Verbindung mit einer Entwicklungsgeschichte der Ideenlehre und der Lehre vom göttlichen Logos, Gießen 1840 (Weitere Bände sind nicht erschienen.)
- Darstellung und Kritik des Hegelschen Systems. Aus dem Standpunkte der christlichen Philosophie, Mainz 1844.
- Die christliche Dogmatik, 4 Bände, Freiburg 1844–1852.
- Zum religiösen Frieden der Zukunft
  - Bd. 1: Der Protestantismus in seinem Wesen und in seiner Entwicklung. Teil 1. Freiburg 1846.
  - Bd. 2: Der Protestantismus in seinem Wesen und in seiner Entwicklung. Teil 2. Freiburg 1846.
  - Bd. 3: Die Grundfragen der Gegenwart. Freiburg 1851.
- Frühe Aufsätze und Rezensionen (1828–1834). Hrsg. von Bernhard Casper. Herder, Freiburg 1974.